# Balthasar I. Herold
Balthasar Herold (auch Balthasar I. Herold; * 2. Juni 1553; † 28. August 1628) war ein deutscher Stück- und Glockengießer.
Herold müsste nach seiner Glockengestaltung ein Schüler von Christoph Rosenhart II. gewesen sein. Er wirkte als Stück- und Glockengießer am Frauentor in Nürnberg. Er war mit Margarete Winterschmid verheiratet.
Seine Söhne Georg Herold und Wolf Jacob Herold sowie seine Enkel Balthasar II., Hans Georg, Andreas, Johannes, Wolfgang Hieronymus und Achatius waren ebenfalls Stück- und Glockengießer.
Erhaltene Werke sind ein Dreipfünder von 1615 im Artillerie-Arsenal in Wien und 1 große signierte Glocke von 1608 in der Laurentiuskirche in Altdorf bei Nürnberg.